# Emoia pseudopallidiceps
Espèce
Emoia pseudopallidiceps est une espèce de sauriens de la famille des Scincidae.

## Distribution
Cette espèce est endémique de Nouvelle-Guinée. Elle se rencontre en Papouasie-Nouvelle-Guinée et en Nouvelle-Guinée occidentale en Indonésie.

## Étymologie
Le nom spécifique pseudopallidiceps vient du fait que cette espèce a longtemps été confondue avec Emoia pallidiceps.

## Publication originale
- Brown, 1991  : Lizards of the genus Emoia (Scincidae) with observations on their evolution and biogeography.  Memoirs Of The California Academy Of Sciences, vol. 15, p. 1-94 (texte intégral).